# Kval till Riksserien i ishockey 2013
Kval till Riksserien i ishockey 2013/2014 spelades mellan den 17 och 24 mars 2013 och bestod av lag sju och åtta från Riksserien 2012/2013 samt ettan och tvåan från Allettan 2013. Kvalet spelades i en enkelserie över tre omgångar där ettan och tvåan, Segeltorps IF och Sundsvall Wildcats gick till spel i Riksserien 2013/2014 medan trean och fyran, HV71 Dam och Södertälje SK spelar i Division 1.

## Kvalificerade lag
Från Riksserien (lag 7 och 8):

- Segeltorps IF
- HV71 Dam

Från Allettan (lag 1 och 2):

- Sundsvall Wildcats
- Södertälje SK

## Sluttabell
|  | Till Riksserien 2013/2014   |
|  | Spel i Division 1 2013/2014 |